# Горки (Жлобинский район)
Го́рки (бел. Горкі) — посёлок в Октябрьском сельсовете Жлобинского района Гомельской области Беларуси.
Около посёлка месторождения гравия.

## География

### Расположение
В 17 км на юг от Жлобина, 11 км от железнодорожной станции Мормаль (на линии Жлобин — Калинковичи), 87 км от Гомеля.

## Гидрография
На юге и западе сеть мелиоративных каналов.

## Транспортная сеть
Транспортные связи по просёлочной, а затем автомобильной дороге Стрешин — Жлобин. Планировка состоит из криволинейной меридиональной улицы, застроенной двусторонне, неплотно деревянными усадьбами.

## История
Основана в начале 1920-х годов в результате землеустройства и переселения в эти места ряда хозяйств из соседних деревень. В 1931 году организован колхоз имени А. А. Жданова. Во время Великой Отечественной войны в январе 1944 года оккупанты полностью сожгли посёлок. 10 жителей погибли на фронте. Согласно переписи 1959 года в составе колхоза «Октябрь» (центр — деревня Октябрь).

## Население

### Численность
- 2004 год — 12 хозяйств, 19 жителей.

### Динамика
- 1925 год — 17 дворов.
- 1940 год — 70 дворов, 350 жителей.
- 1959 год — 200 жителей (согласно переписи).
- 2004 год — 12 хозяйств, 19 жителей.